# ملکوم هورسی
ملکوم هورسی (به انگلیسی: Melcombe Horsey) یک روستا و محله مدنی در بریتانیا است که در West Dorset واقع شده‌است. ملکوم هورسی ۱۴۱ نفر جمعیت دارد.